# مايكل جونسون (لاعب كرة قدم بريطاني)
مايكل جونسون (بالإنجليزية: Michael Mahoney-Johnson)‏ (6 نوفمبر 1976 في المملكة المتحدة - ) هو لاعب كرة قدم بريطاني في مركز الوسط. لعب مع برايتون أند هوف ألبيون وكوينز بارك رينجرز وويكمب وندررز وتشيشام يونايتد ‏.